# 共同摄政
共同摄政是指通常只由一人担任的君主职位由两个及以上的人担任的情况。与古代斯巴达和罗马或当代安道尔等地的二元政治有所区别的是，二元政治体制下两位统治者地位平等，共享统治权力。此外，二元制在实行二元政治的政权为一项正式制度，而共同摄政往往是暂时之举。

## 历史案例
在历史上，曾实行共同摄政的政权颇多。时间跨度涵盖从奴隶社会到中世纪的漫长社会发展阶段，在空间上也包括从欧洲到东亚的广大地区。

### 古埃及
在古埃及（特别是中王国时期），法老在因年老或其他原因而缺乏独自统治国家的能力时（如图特摩斯三世和阿蒙霍特普二世，以及阿蒙内姆哈特一世和塞努斯雷特一世），可以任命他的继承人为共同法老，以确保王位得以顺利继承。这种举措为确定埃及编年史中所记载的年份带来了挑战，因为共同摄政的长度通常难以确定，这使得用公认的摄政期长度来确定日期变得复杂。
此外，一些埃及王后的地位上升，甚至在某些方面与法老平起平坐，乃至共同摄政。哈特谢普苏特、尼斐尔泰丽、娜芙塔莉就是这种情况。在托勒密王朝，女性终于崛起为与男性平等的共同统治者，甚至向男性发起挑战。这是由于妇女在埃及社会中已经很高的地位得到了逐步提高，也是由于男女之间平衡（Maat）的宗教原则。在努比亚，像阿曼尼沙赫托和阿曼尼托雷这样的女王在丹吉尔与国王一起加冕，他们在梅罗埃的金字塔高度相同，并排，并在同一级别行使权力，甚至指挥军队。在埃塞俄比亚，坎达克斯也达到并保持了这种或类似的地位。

### 欧洲大陆
包括奥地利的腓特烈一世和路易四世对德意志王国的统治权。此外，西班牙王国的费尔南多二世 与伊莎贝尔一世；葡萄牙王国的玛丽亚一世与佩德罗三世也是很好的例子。在纳瓦拉王国，摄政女王的丈夫被称为共同统治者 。

### 英国
根据批准玛丽一世与西班牙的菲利普二世结婚的法案，英国君主制度经历了共同摄政时期。同样，在光荣革命之后，玛丽二世和她的丈夫威廉三世共同拥有英格兰、苏格兰和爱尔兰王国的主权

### 中国
约前841年西周国人暴动后，因周厉王逃离镐京，无法直接行使王政，由诸候周定公和召穆公共同执政。

### 俄罗斯
1682 年俄罗斯沙皇费奥多尔三世去世后，他的兄弟伊凡五世和同父异母的兄弟彼得大帝都被加冕为俄罗斯沙皇。 这种妥协是必要的，因为伊凡五世因身体和精神残疾而不适于统治.然而，彼得的排他统治遭到费奥多尔和伊万的姐姐索菲亚·阿列克谢耶夫娜的反对，后者领导了一场反对他和他母亲家人的斯特雷尔齐起义。由于两位沙皇都未到统治年龄，索菲亚随后声称摄政，直到她于 1689 年被彼得推翻。然而，伊凡五世和彼得一世的联合统治仍在继续，尽管伊凡很少参与国家事务，但仍为俄罗斯沙皇，直到他于 1696 年去世，此时彼得成为唯一的统治者。

### 立陶宛
立陶宛大公通常从其家族或忠诚的臣民中挑选出子君主以协助控制大公国。不过，大公们的权力仍然十分强大。

### 瑞典
瑞典的君主制经历了多个共同摄政的时期 。